# Chaussoy-Epagny
Chaussoy-Epagny è un comune francese di 601 abitanti situato nel dipartimento della Somme nella regione dell'Alta Francia.
Il suo territorio è bagnato dalle acque del fiume Noye.

## Società

### Evoluzione demografica
Abitanti censiti